# 大江千佳子
大江 千佳子（おおえ ちかこ）は、日本の作曲家。洗足学園音楽大学作曲部門ワールドミュージックコース統括責任者。

## 概要
代表作に「夢見る頃はいつも青空」「優しい友人」「ただ恋はいつもたそがれて…」「かさじぞう」「紅茶カンタータ」など 。洗足学園音楽大学、同大学専攻科修了。パリ国立音楽院和声科、対位法科卒業。洗足学園音楽大学では、和声学、音楽分析基礎講座、楽式論等の理論系授業を主に担当。ルネサンス音楽を視唱課題として用いたソルフェージュの授業にも長く携わる。